# Koeppenhaus

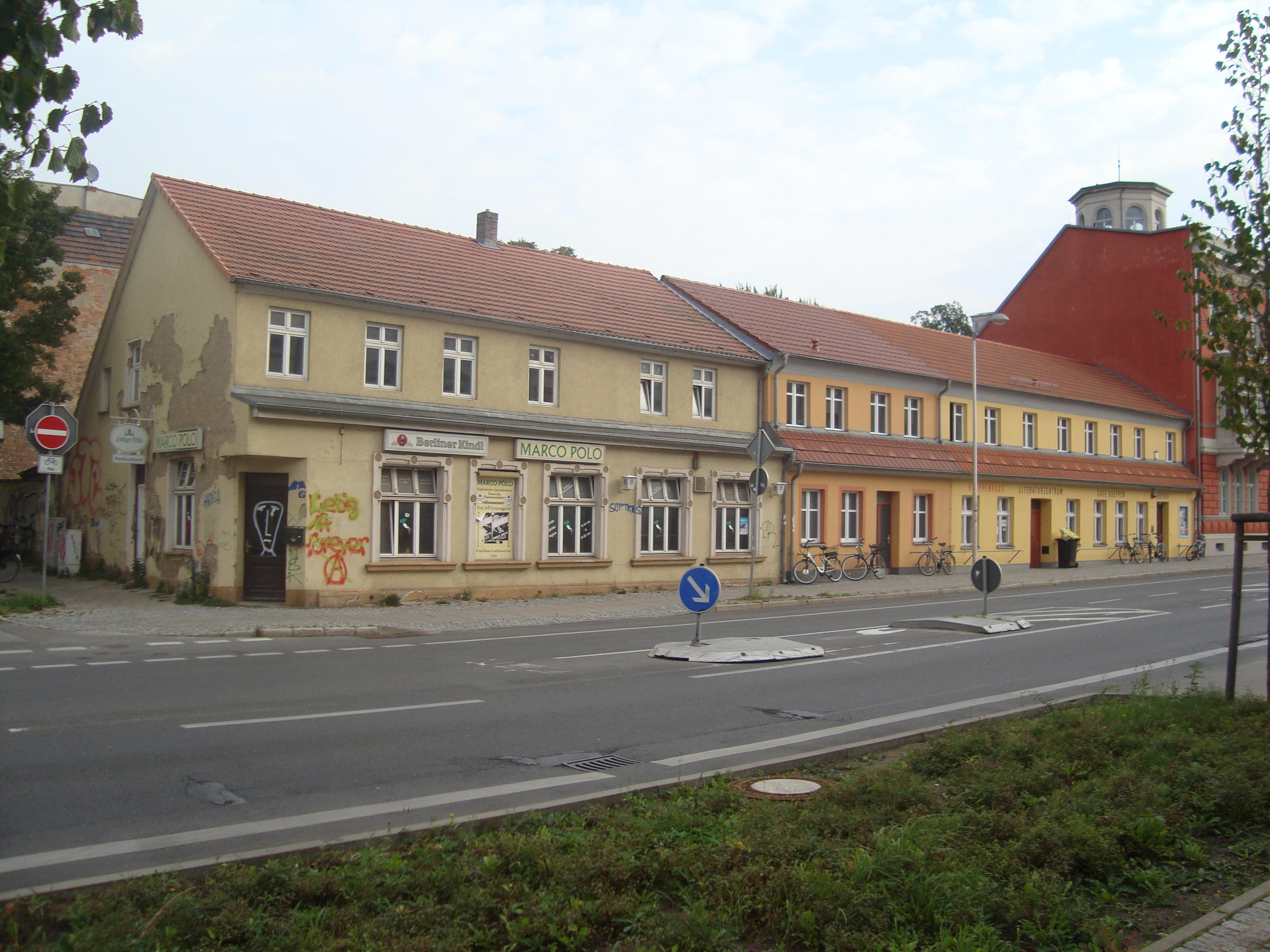
Bahnhofsstraße 4 in Greifswald, rechts das Koeppenhaus

Das Koeppenhaus ist ein Literaturzentrum in Greifswald, in dessen Galerie auch Wechselausstellungen im Spannungsfeld zwischen Literatur und bildender Kunst stattfinden. Es befindet sich seit seiner Eröffnung 2003 im Geburtshaus des Schriftstellers Wolfgang Koeppen (1906–1996). Koeppens Münchner Arbeitszimmer und sein der Universität Greifswald gehörender Nachlass im Umfang von 11.000 Bänden sind hier untergebracht.

## Entstehung und Aufgabe
Auf Anregung des Nobelpreisträgers Günter Grass wurde mit den daraufhin von der Bundesregierung bereitgestellten Mitteln das Geburtshaus Koeppens in der Bahnhofstraße 4 in Greifswald im Jahr 2002 saniert. Ziel war es, eine literarische Forschungs- und Begegnungsstätte zu schaffen. Im Haus sind neben dem Koeppenarchiv das Literaturzentrum Vorpommern und ein Café untergebracht.
Im Veranstaltungsraum des Koeppenhauses finden wöchentlich vom Literaturzentrum Vorpommern organisierte Lesungen, Vorträge, Konzerte oder kultur- und literaturwissenschaftliche Tagungen statt. In einer Galerie finden Wechselausstellungen in Bezug auf Literatur und bildende Kunst statt.
Zusammen mit dem Künstlerhaus Lukas in Ahrenshoop, dem Literaturhaus Rostock und dem Literaturrat M-V e.V. vergibt das Literaturzentrum Vorpommern den Literaturpreis Mecklenburg-Vorpommern.

## Wolfgang-Koeppen-Archiv
Das Wolfgang-Koeppen-Archiv konnte 1996 den Nachlass Wolfgang Koeppens vom Suhrkamp Verlag erwerben. Es wird heute vom Germanistischen Institut der Universität Greifswald betreut. Typoskripte, persönliche Dokumente, Briefe, Bilder und die private Bibliothek werden hier verwahrt. Die wissenschaftliche Auseinandersetzung mit dem Leben und Werk Koppens ist das vorrangige Ziel des Archivs. Zwei Arbeitsplätze und eine kleine Präsenzbibliothek stehen zur Verfügung.